# Municipio de Hardin (condado de Greene)
El municipio de Hardin (en inglés: Hardin Township) es un municipio ubicado en el condado de Greene en el estado estadounidense de Iowa. En el año 2010 tenía una población de 168 habitantes y una densidad poblacional de 1,79 personas por km².

## Geografía
El municipio de Hardin se encuentra ubicado en las coordenadas 42°4′52″N 94°19′45″O / 42.08111, -94.32917. Según la Oficina del Censo de los Estados Unidos, el municipio tiene una superficie total de 93.68 km², de la cual 93,31 km² corresponden a tierra firme y (0,39 %) 0,37 km² es agua.

## Demografía
Según el censo de 2010, había 168 personas residiendo en el municipio de Hardin. La densidad de población era de 1,79 hab./km². De los 168 habitantes, el municipio de Hardin estaba compuesto por el 99,4 % blancos, el 0,6 % eran asiáticos. Del total de la población el 0 % eran hispanos o latinos de cualquier raza.